# Mīm
Pour les articles homonymes, voir Mīm (syriaque).
Mīm (en arabe : مِيم, mīm), ou simplement م, est la 24e lettre de l'alphabet arabe.
Sa valeur numérique dans la numération Abjad est 40.
Son caractère Unicode est 0645.